# TV 도쿄 수요일 밤 8시 드라마
TV 도쿄 수요일 밤 8시 드라마(일본어: テレビ東京水曜8時枠の連続ドラマ)는 TV 도쿄 계열에서 매주 수요일의 드라마이다.

## 작품 소개
- 《A컵 C컵》
- 《꽃의 여학교 성 카틀레야 학원》
- 《도둑에 손을 대지 말아라!》
- 《하이스쿨 대탈주》
- 《물고기 마음 있으면 며느리 마음》
- 《날고 불에 들어가는 봄의 신부》
- 《멋진 가족 여행》
- 《식탁에서 사랑을 담아》
- 《헤어지면 좋아하는 사람》
- 《해피 사랑과 감동의 이야기》
- 《시골에서 살아요》
- 《버스 데이~여기 츠바키 산부인과~》
- 《모인다 여자》
- 《각각의 절벽》
- 《해피 2 사랑과 감동의 이야기》